# How I’m Feeling Now
How I’m Feeling Now (stylizowany zapis: how i’m feeling now) – czwarty album studyjny angielskiej piosenkarki i autorki tekstów Charli XCX, wydany 15 maja 2020 roku nakładem wytwórni Atlantic i Asylum Records. Materiał ten został wypuszczony osiem miesięcy później po tym, kiedy poprzedni krążek piosenkarki Charli (2019) ujrzał światło dzienne. Album został wyprodukowany przez sześciotygodniowy czas metodą zrób to sam (DIY) wraz z pomocą jej fanów. Tytuł samego projektu, a także jego proces tworzenia był inspirowany izolacją ze względu na trwającą wtedy pandemię COVID-19. Charli XCX, A.G. Cook i BJ Burton są producentami wykonawczymi albumu.
9 kwietnia 2020 r. swoją premierę podczas kolejnego wydania audycji radiowej Annie Mac w stacji BBC Radio 1 miał główny singel promujący album – „Forever”, natomiast później wydano także dwa kolejne single; „Claws” i „I Finally Understand”. W dniu wydania albumu, „Enemy” został zrealizowany jako singel promocyjny.

## Odbiór

### Krytyczny
How I’m Feeling Now otrzymało wiele pozytywnych opinii od krytyków muzycznych. Na Metacriticu ocena albumu wynosi 82/100, bazując na szesnastu opiniach.

### Komercyjny
Album zadebiutował na 33. miejscu brytyjskiej listy UK Albums Chart, sprzedając się w 2,145 tys. kopii.

## Lista utworów
| Nr  | Tytuł utworu           | Autorzy tekstu                                                     | Muzyka           | Długość |
| --- | ---------------------- | ------------------------------------------------------------------ | ---------------- | ------- |
| 1.  | „Pink Diamond”         | Charlotte Aitchison, Dijon Duenas, Alexander Guy Cook              | Dijon, A.G. Cook | 2:04    |
| 2.  | „Forever”              | Aitchison, Cook, BJ Burton                                         | Cook, Burton     | 4:03    |
| 3.  | „Claws”                | Aitchison, Burton, Dylan Brady                                     | Brady            | 2:29    |
| 4.  | „7 Years”              | Aitchison, Cook, Burton                                            | Cook             | 3:15    |
| 5.  | „Detonate”             | Aitchison, Cook                                                    | Cook             | 3:39    |
| 6.  | „Enemy”                | Aitchison, Burton, Eli Teplin, James Stack                         | Burton           | 3:43    |
| 7.  | „I Finally Understand” | Aitchison, Benjamin Keating                                        | Palmistry        | 2:31    |
| 8.  | „C2.0”                 | Aitchison, Cook, Brady, Umru Rothenberg, Theron Thomas, Tommy Cash | Cook             | 3:40    |
| 9.  | „Party 4 U”            | Aitchison, Cook                                                    | Cook             | 4:56    |
| 10. | „Anthems”              | Aitchison, Danny L Harle, Brady                                    | Harle, Brady     | 2:51    |
| 11. | „Visions”              | Aitchison, Cook, Burton                                            | Cook, Burton     | 3:49    |
|     |                        |                                                                    |                  | 37:00   |

Informacje
- Wszystkie tytuły utworów są stylizowane na małe litery.

## Twórcy
Opracowano na podstawie materiału źródłowego.
- Charli XCX – wokal, nagrywanie, inżynierowanie (utwór 1)
- A.G. Cook – produkcja (utwór 1, 2, 4, 8, 9, 11), produkcja dodatkowa (utwór 7), produkcja wokalu (utwór 2, 7), programowanie bębnów (utwór 2, 7), programowanie (utwór 2), syntezator (utwór 2, 7), ksylofon (utwór 2), bass (utwór 2), bębny (utwór 2)
- DIJON – produkcja (utwór 1)
- Niko Battistini – asystent inżyniera miksowania (utwór 1-4)
- Geoff Swan – miksowanie (utwór 1-4, 7)
- BJ Burton – produkcja (utwór 2, 4, 6, 11), produkcja wokalu (utwór 1-3)
- Stuart Hawkes – mastering (utwór 2, 3, 7)
- Dylan Brady – produkcja (utwór 2, 10), produkcja wokalu (utwór 3), syntezator (utwór 3), bass (utwór 3), bębny (utwór 3), programowanie bębnów (utwór 2, 7)
- Palmistry – produkcja wokalu (utwór 7), wokal wspierający (utwór 7), syntezator (utwór 7), bass (utwór 7), bębny (utwór 7), programowanie bębnów (utwór 7)
- Danny L Harle – produkcja (utwór 10)

## Notowania
| Państwo           | Lista (2020)             | Najwyższa pozycja |
| ----------------- | ------------------------ | ----------------- |
| Australia         | Australian Top 50 Albums | 37                |
| Belgia            | Ultratop 200 Albums      | 106               |
| Irlandia          | Irish Albums Chart       | 27                |
| Japonia           | Download Albums          | 82                |
| Litwa             | Top 100                  | 64                |
| Niemcy            | Offizielle Top 100       | 100               |
| Norwegia          | Vinyl Albums             | 27                |
| Nowa Zelandia     | New Zealand Charts       | 40                |
| Stany Zjednoczone | Billboard 200            | 111               |
| Szkocja           | Scottish Albums Chart    | 8                 |
| Wielka Brytania   | Albums Chart Top 100     | 33                |

## Historia wydania
| Region | Data             | Format                      | Wytwórnia        | Przyp.        |
| ------ | ---------------- | --------------------------- | ---------------- | ------------- |
| Świat  | 15 maja 2020     | digital download, streaming | Atlantic, Asylum | [ 47 ] [ 48 ] |
| Świat  | 18 września 2020 | CD, LP                      | Atlantic, Asylum | [ 49 ] [ 50 ] |
| Świat  | 15 maj 2025      | LP (reedycja)               | Atlantic, Asylum | [ 51 ]        |